# Peter H. Fürst

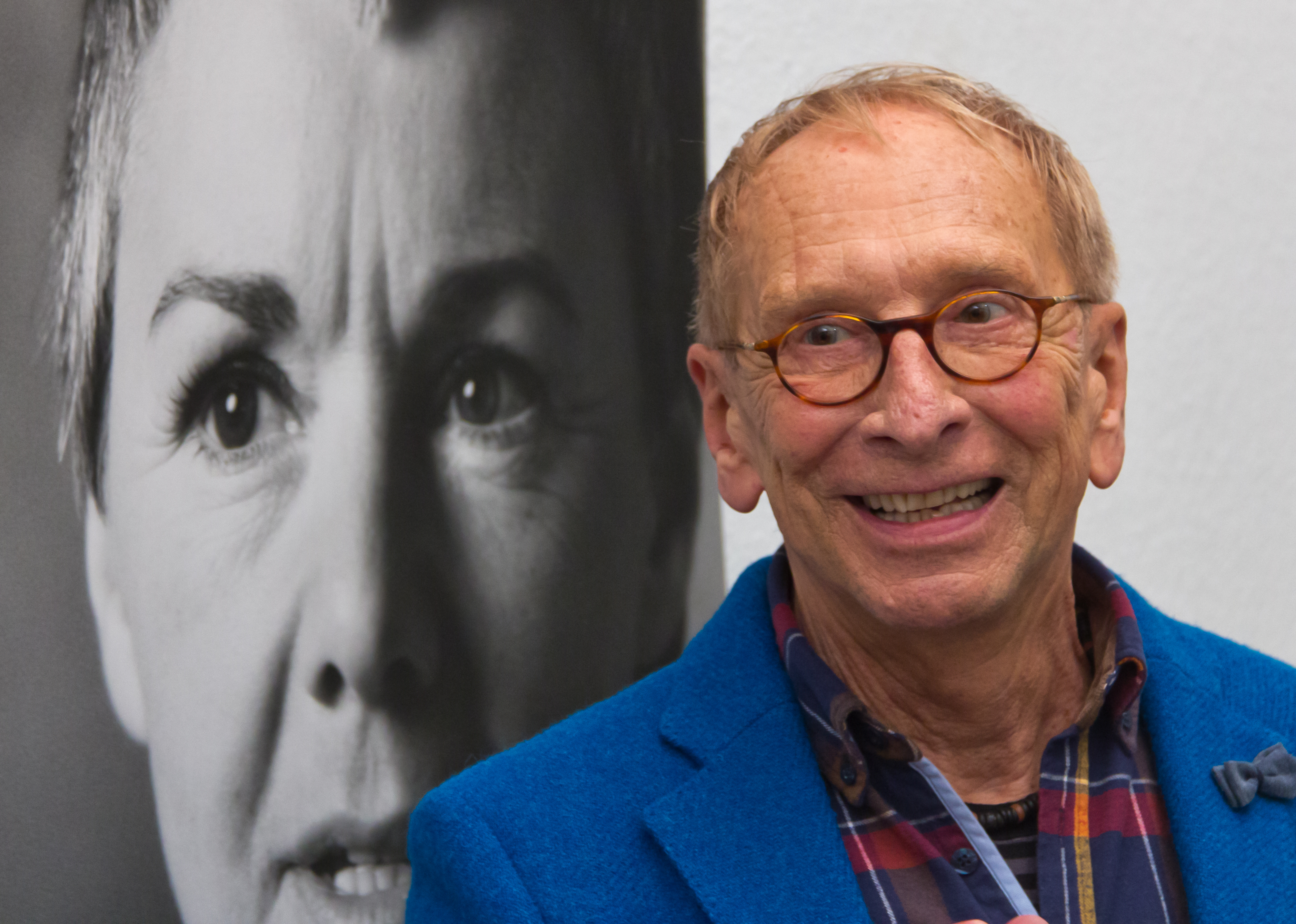
Peter H. Fürst (2014)

Peter H. Fürst (geboren am 29. Dezember 1933 in Leoben, Österreich; gestorben am 12. Januar 2018 in Köln) war ein österreichischer Fotograf.

## Leben
Von 1954 bis 1957 absolvierte Fürst eine Lehre im elterlichen Betrieb, der in den 1920er Jahren gegründet worden war, und ein Studium an der Höheren graphischen Lehr- und Versuchsanstalt in Wien. 1960 folgte die Meisterprüfung und der Schritt in die Selbständigkeit. Der Betrieb des Vaters blieb im Familienbesitz und wurde ab Ende der 1960er Jahre von Werner und Irene Fürst im eigenen Fotostudio am Ende der Franz-Josef-Straße in Leoben fortgeführt. In den Jahren 1963 bis 1968 fotografierte Fürst für Firmen wie Lancôme, Revlon und Sans Soucis. Daneben entstanden Arbeiten im Bereich der Modefotografie.
1968 begann die Partnerschaft mit dem Diplom-Psychologen Ralf Baumgarten (1940–2005). Viele Fürst-Fotos entstanden nun aufgrund gestalt-psychologischer Überlegungen.
1970 arbeitete Fürst für Firmen wie Gossard, Triumph International und Palmers, wobei er einer der ersten Fotografen war, der die Dessous im Freien fotografierten. Im Jahr darauf entstanden unter anderem die psychologische Serie Die sieben Gesichter einer Frau und das erste europäische Poster mit einem völlig nackten Mann.
1971 wurde er in den Bund Freischaffender Foto-Designer (BFF) berufen, bei dem er bis 2001 Mitglied war. 1973 wurde er Mitglied der Deutschen Gesellschaft für Photographie e. V. (DGPh).
Es folgten Aufträge für Beauty, Mode- und Pelz-Couture sowie Dessous-Fotografie namhafter Edelmarken wie AntineA, Lejaby (beide Paris), Lovable Italien, DeWe Belgien, Bestform S.A. und andere. Außerdem arbeitete er für viele Werbeagenturen europaweit.

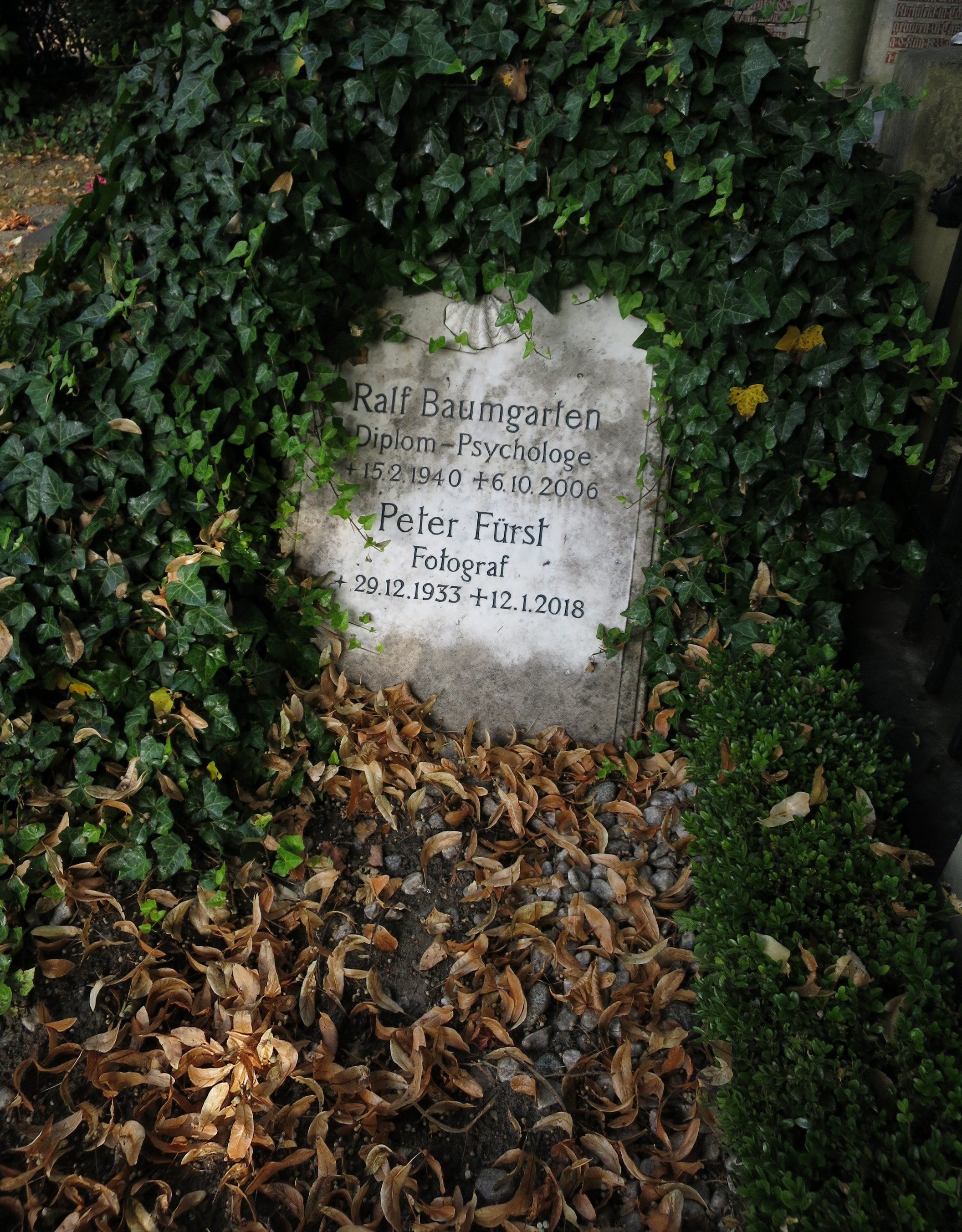
Peter Fürst, Ralf Baumgarten – Grabstätte

Zwischendurch beschäftigte sich Fürst immer wieder mit freien Arbeiten, wie Landschaften (Impressionen) oder Metamorphosen, analog hergestellten Umwandlungen vom Dia zum negativen Farbprint, oder dem schwarz-weißen Porträt, die stets mit Ausstellungen und Katalogen einhergingen.
1982 entstand das inzwischen weltweit bekannteste Fürst-Foto Danielle im schwarzen Dessous (Hommage an Anton Räderscheidt), das 1989 in die Sammlung des Museum Ludwig in Köln aufgenommen wurde.
2002 löste Fürst sein Fotostudio auf und gründete Das photographische Archiv, das Arbeiten zu den Themen Beauty, Dessous, Fashion, Porträt, Landschaft und Kunst enthält.
Fürst wurde auf dem Kölner Melaten-Friedhof im Grab von Ralf Baumgarten (Lit. J Nr. 280) beigesetzt.

## Ausstellungen
- 1975: Père-Lachaise, Gruppenausstellung mit Reinhart Wolf und Charlotte March, DGPh-Galerie Köln
- 1975: Einzelausstellung Maison de la Photographie, Chalon-sur-Saône (F)
- 1979: Impressionen, Leopold-Hoesch-Museum Düren
- 1980: Impressionen, Maison de la Photographie, Antwerpen
- 1985: Impressionen, ZPAF Galerien in Warschau, Krakau, Kattowitz (P)
- 1988: Porträts Kölner Persönlichkeiten, 3. Internationale Photoszene Köln
- 1987: Porträts Kölner Persönlichkeiten, Kölnisches Stadtmuseum
- 1989: Beauty-Photographie aus drei Jahrzehnten, AGFA-GEVAERT AG. Leverkusen
- 1990: Beauty-Photographie aus drei Jahrzehnten, Schloß-Burglinster Luxemburg
- 1991: Beziehungen, 5. Internationale Photoszene Köln
- 1991: berufen und gewählt, Kölnisches Stadtmuseum
- 1992: Beauty und Paare, Brandenburgische Kunstsammlungen Cottbus
- 1995: Porträts aus der Kulturwelt Köln, Kölnisches Stadtmuseum
- 1998: Metamorphosen, Galerie-Benninger, 12. Internationale Photoszene Köln
- 1999: Die Philosophie der zweiten Haut, Galerie Ackermann Köln
- 1999: METAMORPHOSEN, Wirtschaftskammer Tirol in Kitzbühel (A)
- 1999: MODE-SCHOONHEIT-KOPPEL Modemuseum in Hasselt (Belgien)
- 2000: Die entkleidete Frau, Kölnisches Stadtmuseum
- 2000: Neue Photographische Arbeiten, Galerie Benninger Köln
- 2001: AKZENTE, 15. Internationale Photoszene Köln
- 2004: FILM-STILLS, 17. Internationale Photoszene Köln
- 2005: private-emotion, Galerie Schlütter Köln
- 2006: Cologne-Fine-Art, Galerie Schlütter Köln
- 2008: AMERIKA, 19. Internationale Photoszene Köln
- 2010 Haiti 1980, Internationale Photoszene Köln, mit Ärzte ohne Grenzen – Erdbebenhilfe Haiti
- 2009: AMERIKA, Galerie Rotonda-Business-Club Köln
- 2010: Zeitreise HAITI, 20. Internationale Photoszene Köln (gemeinsam mit Ärzte ohne Grenzen, Erdbebenhilfe Haiti)
- 2012: Schlachthöfe 1963–1966 Industrie-Architekturen, 21. Internationale Photoszene Köln

## Veröffentlichungen
- „Der nackte Mann“, Schwarze Verlag, Wuppertal, 1970 mit einem Text von Ralf Baumgarten,
- „Impressionen“ mit Texten von Wolf Strache und Peter H. Fürst, Leopold-Hoesch-Museum Düren, 1979
- „Porträts Kölner Persönlichkeiten“ mit Texten von Werner Schäfke, Alphons Silbermann, Ralf Baumgarten und Peter H. Fürst, Kölnisches Stadtmuseum, 1987
- „Die Photographie des 20. Jahrhunderts“ Museum Ludwig Köln, Text und Konzeption Reinhold Mißelbeck, Taschen-Verlag Köln, 1996, ISBN 3-8228-8818-4
- „Beauty-Photographie aus drei Jahrzehnten“ mit einem Text von Reinhold Mißelbeck, Agfa-Gevaert AG, Leverkusen, 1989
- „berufen und gewählt“ mit einem Text von Alphons Silbermann, Kölnisches Stadtmuseum, 1992, ISBN 3-927396-48-6
- „Beauty & Paare“ mit Texten von Ulrich Wallenburg, Reinhold Mißelbeck und Ralf Baumgarten, Brandenburgische Kunstsammlungen Cottbus, 1992, ISBN 3-928696-36-X
- „Porträts aus der Kulturwelt Köln“ (KWK) mit Texten von Werner Schäfke und Ralf Baumgarten, Kölnisches Stadtmuseum, 1995, ISBN 3-930054-19-1
- „Peter H. Fürst fotografiert IFA-Ferienhotels“ Texte: Ralf Baumgarten, Hrsg.: Dr. Lothar F. Neumann, Köln, 1995, ISBN 3-00-000101-8
- „Metamorphosen“ Farbfotografien 1996–2000, mit einem Text von Roland Franken, Hrsg.: Ralf Baumgarten, Köln, ISBN 3-00-003234-7
- „Zeit Blicke“ 30 Jahre Fotografie in Deutschland, 30 Jahre BFF-Bund freischaffender Fotodesigner, 1999, ISBN 3-7757-0863-4
- „Die entkleidete Frau“, Emons Verlag, Köln, 2000, ISBN 3-89705-183-4, Vorwort von Michael Euler-Schmidt (Hrsg.) und Text Prof. Klaus Honnef
- „Amerika“ bisher unveröffentlichte Farbfotografien aus den 1960er Jahren, Text: Rolf Sachsse, Hrsg.: Das photographische Archiv Peter H. Fürst, Köln, 2008, ISBN 978-3-00-025408-6